# 伊澤彩織
伊澤彩織（日語：いざわ さおり Izawa Saori；1994年2月16日—），日本的特技演員和演員。出生自埼玉縣埼玉市，畢業於日本大學藝術學院電影系。

## 經歷
從小就喜歡電影，國中和高中加入電影製作社，也因此進入日本大學藝術學部電影系就讀。二十歲時，他想接觸電影拍攝現場的幕後工作，因緣際會下進入動作片劇組的「動作組」幫忙，發掘了其中的趣味，這次的經歷讓他決定以動作領域為核心發展。
他通過了電影《Re:Born 重生之鬼》的實習生試鏡，開始接受動作訓練。大學三年級時，動作指導老師田中清一去世，他萌生了「想繼承他的遺志」的想法，促使他下定決心成為專業的動作演員。
畢業後，他作為動作特技演員參與過電影《王者天下》、《神劍闖江湖 最終章》、《特種部隊：蛇眼之戰》、《捍衛任務4》等作品。2021年於電影《終極校工》中以演員身分出道， 由於在電影中和高石明理組成的女高中生殺手搭檔獲得意外的迴響，成為接續發展《辣妹刺客》電影和電視劇系列的契機。他擔任深川真尋一角，並於2022年獲得第31屆日本電影影評人大獎新進女演員獎。

## 人物
- 小時候學習過芭蕾舞
- 受到身為攝影師的父親和熱愛手工藝術的母親影響，興趣是攝影和鋼琴[8]
- 手工精巧，喜歡製作動作練習用的武器與道具，也在自營網路商店「対対世界」販售自製的耳環和口罩鏈[9]
- 因為特技動作，肋骨曾經裂過三次，其中一次是疲勞性骨折[2]

## 作品列表

### 電影

#### 演員
- Re:Born 重生之鬼（英语：Re:Born_(film)）（2016年）／飾演 OL刺客[10]
- 終極校工（日语：ある用務員）（2021年）／飾演 高中生殺手シホ
- 辣妹刺客（2021年）／飾演 深川真尋
  - 辣妹刺客：奪命雙煞（2023年）
  - 辣妹刺客3：假期殺機（2024年）
- ファーストミッション（日语：ファーストミッション_(2022年の映画)）（2022年）／飾演 白
- オカムロさん（岡室先生）（2022年）／飾演 武術家綾子[2]
- SHINPA vol. 15「即興映畫製作 KCP」（2023年）[11]
- 名偵探神助理：黃金螺旋之謎（2023年）／飾演 職業殺手[12]
- almost people（2023年）／飾演 華[13]
- ザ・ゲスイドウズ（日语：ザ・ゲスイドウズ）（2025年）／飾演 片本萌[14]

#### 動作特技替身／スタントダブル
- 王者天下（2019年）
- 神劍闖江湖 最終章：The Final （2021年）
- 神劍闖江湖 最終章：The Beginning （2021年）
- 特種部隊：蛇眼之戰（2021年）
- 捍衛任務4（2023年）擔任 島津明（澤山璃奈飾）替身[15][16]

#### 動作特技演出／スタントパフォーマー
- 山女（2022年）[17]
- THE LEGEND & BUTTERFLY（2023年）[18]
- 城市獵人（2024年）

#### 動作組／アクション
- 追捕（2017年）

### 電視劇

#### 演員
- ちょい★ドラ2019「斬る女」（2019年1月12日，NHK綜合）／飾演 銳子[19][20]
- 勿說是推理 第5集（2022年2月7日，富士電視台）／飾演 被害人
- Actor's Short Film 4（日语：アクターズ・ショート・フィルム#アクターズ・ショート・フィルム4）「イツキトミワ」（2024年3月22日，WOWOW ）[21]
- 辣妹刺客每一天（2024年9月5日－11月21日，東京電視台）／飾演 深川真尋 [22][23]

#### 動作組／アクション
- Girl Gun Lady（日语：ガールガンレディ）（2021年，MBS每日放送）[24]

### 網路劇

#### 演員
- Yodonna1&2（2021年，東映特攝粉絲俱樂部TTFC）／飾演 西之浦矢那子[25]
- スカジャン・カンフー（2025年，Amazon Prime Video）／飾演 電影院售票員[26]

#### 動作特技演出／スタントパフォーマー
- 今際之國的闖關者 第二季（2022年，Netflix）[27]

#### 副特技統籌／スタントコーディネーター補
- 湘南純愛組！第六集（2020年，Amazon Prime Video）[28]

### 舞台劇
- SaGa THE STAGE〜重生的羈絆〜（2024年2月22日－25日，東京：太陽城劇場，2024年2月29日－3月3日，大阪：Sankei Hall Breeze）／飾演 マドレーン & リアルクィーン・カラミティ [29]
- 礎の響〜SEKIGAHARA〜（2025年9月9日－11日〈預定〉 東京：神田明神會堂（日语：神田明神#神田明神ホール））／飾演 湯淺五助（日语：湯浅五助）[30]

### MV
- go!go!vanillas《スーパーワーカー》（2016年）
- Especia《Savior》（2016年）
- 西澤幸奏《Break your fate》（2017年）
- raciku《高鳴り》（2020年） [31]
- ドレスコーズ（日语：ドレスコーズ）《聖者》（2022年）
- クリープハイプ（日语：クリープハイプ）《青梅》（2023年）
- Nolzy《匿名奇謀》（2024年）
- Original God《BDSM PSYCHEDELIC DEATH WARRANT」（2024年）
- ANABANTFULLS 《未学》（2024年）
- tofubeats（日语：tofubeats）《I CAN FEEL IT》 (2024年) [32]
- 星街彗星《ビーナスバグ》(2025年)
- VVS《Tea》（2025年）
- SIRUP（日语：SIRUP）《UNDERCOVER》feat. Ayumu Imazu（2025年）
- CROWN HEAD 《鬼灯》（2025年）

### 宣傳短片
- 《Monster Hunter Now》survival dAnce篇（2023年）[33]
- 《SKIP BEAT！華麗的挑戰》第50卷紀念特別動作短片（2024年）[34]
- 《SAKAMOTO DAYS 坂本日常》第18卷發售紀念影片「SAKAMOTO DAYS ONE DAY」（2024年）[35]
- N.HOOLYWOOD COMPILE（日语：N.ハリウッド） FALL2024「FASHION ZOMBIES」（2024年）[36]
- 《刺客教條：暗影者》特別宣傳影片（2025年）[37]

### 遊戲
- 國津神：女神之道 擔任動作指導（アクションコーディネーター）和 主角「宗」的動作捕捉演出（モーションキャプチャープレイヤー）[38][39]

### 語音訂閱節目
- Artistspoken 主持人（自2025年3月—）[40]

## 獎項

#### 2022年
- 第31屆日本電影影評人大獎 新進女演員獎《辣妹刺客》獲獎[41]

#### 2024年
- 第30屆美國演員工會獎 最佳電影特技團隊獎《捍衛任務4》提名[42]

## 外部連結
- 伊澤彩織的Instagram帳號
- 伊澤彩織的X(前Twitter)帳號
- 伊澤彩織的Youtube帳號